# Кэйо-Хатиодзи (станция)
Станция Кэйо-Хатиодзи (яп. 京王八王子駅 кэйо хатиодзи эки) — железнодорожная станция, принадлежащая Keio Corporation и расположенная в городе Хатиодзи, западная конечная станция линии Кэйо. Находится в пяти минутах ходьбы от станции Хатиодзи, принадлежащей East Japan Railway Company.
Станция Хигаси-Хатиодзи была открыта в 1925-м году на линии компании Gyokunan Electric Railway (яп. 玉南電気鉄道 гёкунан дэнки тэцудо:). Сквозное сообщение между Синдзюку и Хатиодзи было открыто в 1928-м году, с объединением линий Кэйо и Гёкунан. В 1963 году станция получила своё современное название. 2 апреля 1989 года начали действовать новые подземные платформы.

## Планировка станции
| 1 | ■ Линия Кэйо | Такахатафудо ・ Футю ・ Тёфу ・ Мэйдаймаэ ・ Сасадзука ・ Синдзюку ・(Новая Линия Кэйо) Синдзюку ・(Линия Синдзюку) Итигая ・ Мотоявата |
| 2 | ■ Линия Кэйо | Такахатафудо ・ Футю ・ Тёфу ・ Мэйдаймаэ ・ Сасадзука ・ Синдзюку ・(Новая Линия Кэйо) Синдзюку ・(Линия Синдзюку) Итигая ・ Мотоявата |

## Близлежащие станции
| «            | «          | Вид обслуживания     | »          | »                |
| Линия Кэйо   | Линия Кэйо | Линия Кэйо           | Линия Кэйо | Линия Кэйо       |
| ------------ | ---------- | -------------------- | ---------- | ---------------- |
| Китано       |            | Local                |            | Конечная станция |
| Китано       |            | Rapid                |            | Конечная станция |
| Китано       |            | Commuter Rapid       |            | Конечная станция |
| Китано       |            | Express              |            | Конечная станция |
| Китано       |            | Semi Special Express |            | Конечная станция |
| Такахатафудо |            | Special Express      |            | Конечная станция |